# Rossinyol bord de les Palau
El rossinyol bord de les Palau (Horornis annae) és una espècie d'ocell de la família dels cètids (Cettiidae). És endèmic de les illes Palau. els boscos tropicals i subtropicals de frondoses humits de les terres baixes. El seu estat de conservació es considera de risc mínim.